# Gediminas litván nagyfejedelem
Gediminas (kb. 1275 – 1341 decembere) Litvánia nagyfejedelme 1316-tól 1341-ig. Keleti hódításaival nagyhatalommá tette országát. A róla elnevezett dinasztia (amelynek a Jagelló-ház egyik mellékága volt) tagjai a késő középkorban és a kora újkorban Lengyelországban, Csehországban, Magyarországon és Horvátországban is uralkodtak.

## Származása

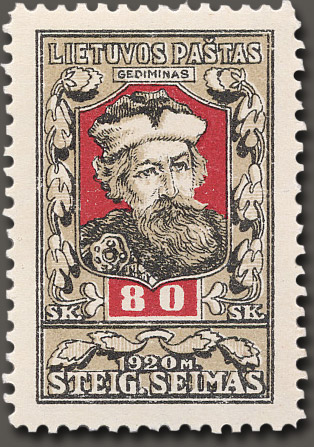
Gediminas egy 1920-as litván bélyegen

Gediminas 1275 körül született. Mivel erről a korról az írott források nagyon szűkösek, születésének pontos ideje, származása, 1316 előtti élete bizonytalanok és a történészek között vita tárgyai. A különböző elméletek szerint elődje, Vytenis nagyfejedelem fia, testvére, unokatestvére vagy akár csatlósa lehetett. A litvánok ellensége, a Teuton lovagrend jóval Gediminas halála után írt krónikája azt állítja, hogy Vytenis lovásza volt és megölte gazdáját, hogy elfoglalja a trónját. A 16. századi Litván krónika szerint Vytenis fia volt, ám mivel a köztük lévő korkülönbség kicsi volt, ez az állítás sem valószínű. 1974-ben Jerzy Ochmański közzétette elméletét, ami egy 14. századi orosz költeményen, a Zadonscsinán alapul. Ebben található egy sor, amelyben Algirdas két fia felsorolja őseit: "Testvérek vagyunk, Algirdas fiai, Gediminas unokái– Skalmantas dédunokái". Ochmański szerint a vers kihagyta Butvydas generációját és egyből a dinasztia legkorábbi ismert ősét említi, ám egy másik történész, Baranauskas szerint Skalmantas Butvydas testvére volt, így Vytenis és Gediminas unokatestvérek voltak.
Gediminas 1316-ban, kb. 40 évesen lett nagyfejedelem és 25 éven át ő kormányozta Litvániát.

## Uralkodása
Gediminas Európa utolsó pogány államát örökölte, amelyet nyugatról állandóan támadott a hódítási szándékát keresztes hadjárattal leplező Teuton lovagrend. Keleten és délen viszont a szétesett Kijevi Rusz kis utódfejedelemségei nem tudtak ellenállni a litván terjeszkedésnek. Elődei már meghódították a mai Belarusz nagy részét, Podláziát, Navahrudakot, Polockot és Minszket. 1319-ben Gediminas szövetséget kötött a tatár Arany Hordával a teuton lovagok ellen. 1322-ben felvette a kapcsolatot XXII. János pápával, hogy segítséget kérjen tőle a lovagrend támadásai miatt és ebben leírja, hogyan támogatta országában a ferences és dominikánus szerzeteseket és pápai legátust kért, hogy megkeresztelkedhessen. Kezdeményezését Frederic Lobestat rigai érsek is támogatta. Ezek után 1323. október 2-án a nagyfejedelem és lovagrend békét kötött.

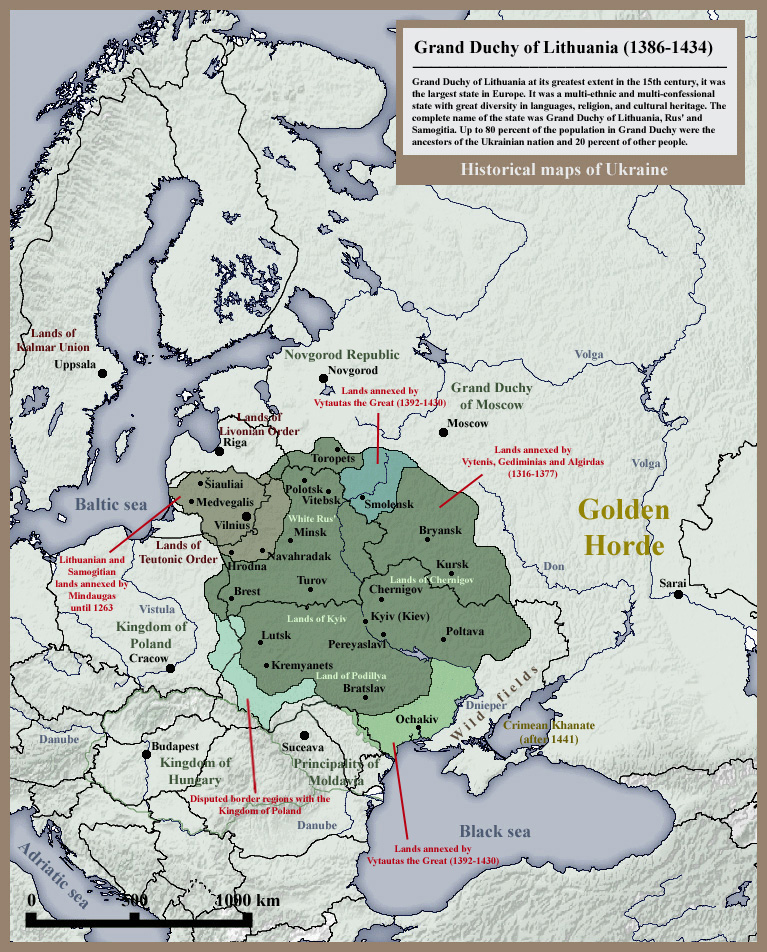
A Litván Nagyfejedelemség legnagyobb kiterjedtsége idején, 1434-ben

Ezután Vilniusban összegyűltek a rigai érsek, a dorpati püspök, a dán király, a dominikánus és ferences rendek, valamint a Teuton lovagrend képviselői és Gediminas előttük megerősítette ígéretét, hogy amint a pápai legátus megérkezik, megkeresztelkedik.
Azonban ezután támadást intézett a lovagok által nemrég a lengyelektől elfoglalt Dobrzyń ellen, ami miatt elhatározását kétkedve fogadták. A poroszországi püspökök elbingi gyűlésükön kétségbe vonták szándékát közzétevő levele eredetiségét és a hit ellenségének nyilvánították. Másrészről viszont keleti ortodox alattvalói attól tartottak, hogy a latin eretnekséget akarja rájuk kényszeríteni, a régi hit hívei pedig szemére vetették az ősi istenek elhagyását. Emiatt értesítette a Rigába érkező pápai követeket, hogy szorult helyzete miatt kénytelen elhalasztani megtérését. A követek megbíztak a nagyfejedelemben és megtiltották a lovagrendnek, hogy a következő négy évben a litvánokra támadjon. A lovagok azonban nem törődtek a tilalommal és már 1325-ben meggyilkolták Gediminas Rigába küldött követét.

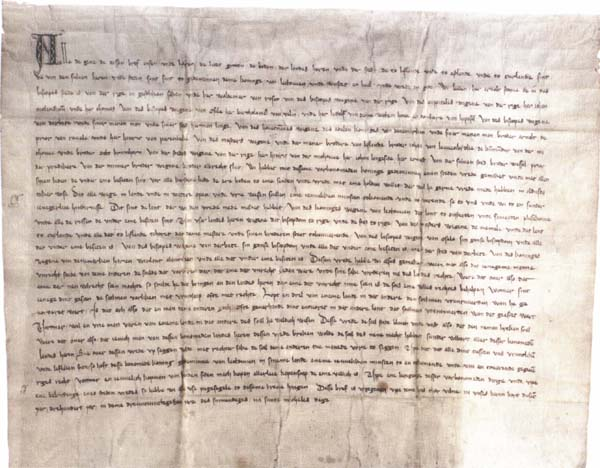
Gediminas és a lovagrend közötti békeszerződés

Gediminas eközben szövetséget kötött I. Ulászló lengyel királlyal és megkereszteltette lányát, Aldonát, hogy férjhez mehessen Ulászló fiához, Kázmérhoz.
A pápa és a katolikus hatalmak megnyerése érdekében engedélyezte, hogy katolikus alattvalói számára a papok szabadon misézhessenek, azonban a litván istenek megsértését vagy a nyílt térítést szigorúan büntette. 1339-40 körül kivégeztetett két ferences szerzetest akik nyilvánosan a régi vallás ellen prédikáltak. Utódja 1369-ben hasonló bűnért szintén megöletett öt szerzetest.
Támogatta a katolikusok (németek) betelepülését, 1325-ben levelet küldött a Hanza-városoknak, melyben szabad letelepülést ígért mindenféle rendű és foglalkozású polgáruknak. A bevándorlók eldönthették hol kívánnak élni és megtarthatták saját törvényeiket. A papok Vilniusban és Navahrudakban katolikus templomot emelhettek.

### Keleti hódításai
Míg északnyugaton védekezni kényszerült, Gediminas 1316 és 1340 között kihasználta a rutén fejedelemségek egymással való torzsalkodásait és jelentősen kiterjesztette a nagyfejedelemség határait. Egyik legfontosabb szerzeménye a Halics-Volhíniai fejedelemség volt, amely békés úton, dinasztikus házassággal került Litvániához: Gediminas fia, Liubartas feleségül vette a halicsi fejedelem lányát.
Az 1320-as évek elején Kijevtől mintegy 23 km-re, az Irpiny folyónál Gediminas győzelmet aratott Kijev utolsó Rurik-házbeli fejedelme, Sztanyiszlav és szövetségesei fölött, majd ostrommal elfoglalta a várost. Ezután elvileg egészen a Fekete-tengerig kiterjesztette Litvánia határát.
Bár kihasználta a formálisan tatár vazallus orosz fejedelemségek gyengeségét, Gediminas gondosan ügyelt arra, hogy nyíltan ne lépjen fel az akkor még nagyon is erős Arany Hordával szemben. Szövetséget kötött a feltörekvő Moszkvával is, lányát, Anasztáziát Szimeon fejedelemhez adta feleségül; ez azonban nem gátolta meg abban, hogy északon Moszkva érdekeivel szemben támogassa Pszkov elszakadását Novgorodtól.

### Belpolitikája
Gediminas a vallás ügyében toleránsnak bizonyult; bár maga az ősi istenek híve maradt, egyaránt támogatta a katolikus és ortodox papokat. Háborúi miatt erős hadsereget tartott fenn és erődöket építtetett a határok és a főváros védelmére. Udvarát először Trakaiban tartotta, de 1320 körül átköltözött a hagyományos fővárosba, Vilniusba.
Gediminas 1341-ben halt meg, feltehetően összeesküvők gyilkolták meg. 1342-ben pogány szertartás keretében elégették testét és máglyán elégették kedvenc szolgája és néhány német rabszolga feláldozott holttestét is. Birtokai szétosztotta hét fia között; Vilnius és a trón Jaunutisnak jutott, de hatalmát testvére, Algirdas hamarosan megdöntötte.

## Családja

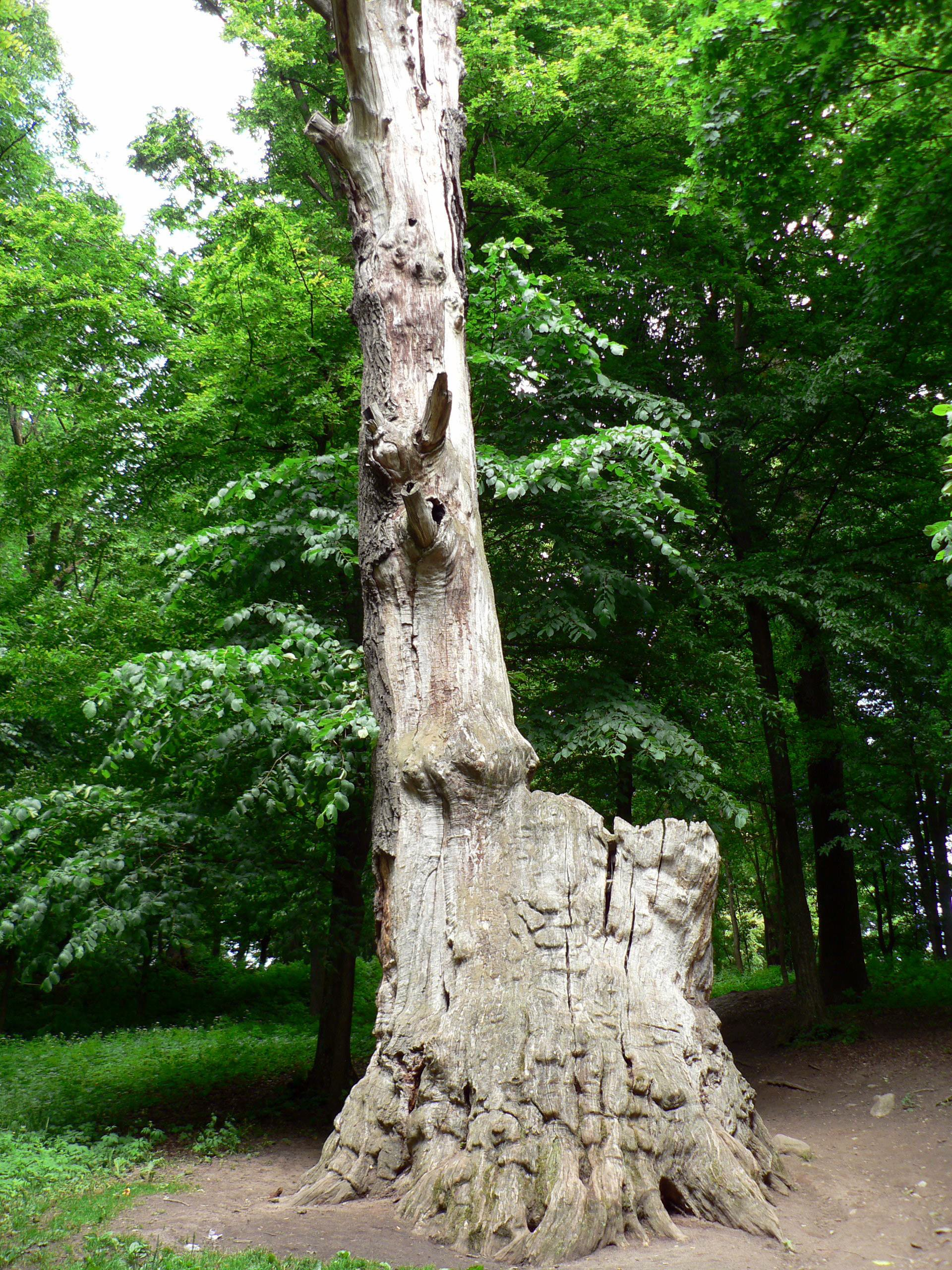
A néphit szerint ez alatt a tölgy alatt kapott halálos sebet Gediminas

A Bychowiec-krónika szerint Gediminasnak három felesége volt: a kurlandi Vida, a szmolenszki Olga és a keleti keresztény Polocki Jevna (Jaunė). Az első két feleséget más forrás nem említi, ezért egyes történészek szerint csak kitaláltak. A hagyomány szerint hét fia és hat lánya született:
- Manvydas, Kernavė fejedelme (kb. 1288–1348)
- Narimantas, Polock fejedelme
- Karijotas, Navahrudak fejedelme
- Jaunutis, Zaszlavje fejedelme és Vilnius ura
- Algirdas, Vityebszk fejedelme
- Kęstutis, Trakai fejedelme
- Liubartas, Halics-Volhínia fejedelme
- Maria, feleségül ment Dmitrij tveri fejedelemhez
- Aldona, feleségül ment III. Kázmér lengyel királyhoz, az ő dédunokájuk volt Zsigmond magyar király
- Elzbieta, feleségül ment Wenceslaus płocki herceghez
- Eufemija, feleségül ment II. Boleszláv György halicsi fejedelemhez
- ismeretlen nevű (Jelena?), feleségül ment Andrej kozelszki fejedelemhez
- Aigusta (Anasztázia), feleségül ment Szimeon moszkvai fejedelemhez

## Fordítás
- Ez a szócikk részben vagy egészben  a   Gediminas című angol Wikipédia-szócikk ezen változatának fordításán alapul.  Az eredeti cikk szerkesztőit annak laptörténete sorolja fel. Ez a jelzés csupán a megfogalmazás eredetét és a szerzői jogokat jelzi, nem szolgál a cikkben szereplő információk forrásmegjelöléseként.